# Absolmsia
Absolmsiaés un gènere de plantes dins la família de les apocinàcies. Conté dues espècies. Són plantes natives del sud-oest de la Xina i Borneo.

## Descripció
Són arbusts poc ramificats, epífits amb rels fibroses, fulles caduques suculentes i glabres.
Floreix en una inflorescència densa amb moltes flors.
El nom del gènere és en honor del Comte Hermann Maximilian Carl Ludwig Friedrich zu Solms-Laubach.

## Taxonomia
| - Absolmsia oligophylla Tsiang - Absolmsia spartiodes Kuntze |